# Scuar cu specii rare de arbori (Cernăuți, str. Mîhailo Koțiubînskîi)
Scuar cu specii rare de arbori (în ucraineană Сквер із різновидностями рідкісних дерев) este numele dat unui scuar și monument al naturii de tip botanic de importanță locală din orașul Cernăuți (Ucraina), situat la intersecția străzilor Mîhailo Koțiubînskîi și Universîtetska.
Suprafața ariei protejate constituie 0,5 hectare, fiind creată în anul 1992 prin decizia comitetului executiv regional. Statutul a fost acordat pentru protejarea scuarului în care cresc mai mult de 10 specii de copaci și arbuști.